# Sambas de Enredo 2015
Sambas de Enredo 2015 é um álbum com as músicas das escolas de samba do Grupo Especial do Rio de Janeiro para o carnaval do ano de 2015. Foi lançado no dia 25 de novembro de 2014, pela Universal Music em parceria com a Editora Musical Escola de Samba. Foi o nono álbum mais vendido no Brasil em 2014. Com apenas uma semana de presença no mercado, o álbum vendeu mais de oitenta mil cópias, sendo certificado com disco de platina.
O disco foi gravado e produzido entre outubro e novembro de 2014, após as agremiações realizarem suas disputas de samba-enredo. Na primeira etapa da produção, foram gravadas ao vivo, na Cidade do Samba, a bateria das escolas e o coro com a participação das comunidades. Na segunda etapa, foram gravadas as bases musicais e as vozes dos intérpretes no estúdio Cia. dos Técnicos, em Copacabana, no Rio. O CD foi produzido por Laíla e Mário Jorge Bruno, com direção artística de Zacarias Siqueira de Oliveira, e arranjos musicais de Alceu Maia e Jorge Cardoso.
Campeã do carnaval de 2014, a Unidos da Tijuca estampa a capa do álbum e é a faixa de abertura do disco com um samba sobre a Suíça. Vice-campeão de 2014, o Salgueiro estampa a contracapa e apresenta um samba de Xande de Pilares sobre a culinária mineira. Noca da Portela é um dos compositores do samba da Portela, em homenagem os 450 anos da cidade do Rio de Janeiro. A obra da União da Ilha do Governador tem como tema a beleza. Zé Katimba é um dos compositores do samba da Imperatriz Leopoldinense, sobre a cultura afro-brasileira. A canção da Grande Rio tem como tema o baralho.
O samba da Beija-Flor versa sobre a Guiné Equatorial. A obra da Mangueira homenageia as mulheres brasileiras. A canção da Mocidade Independente de Padre Miguel questiona o que fazer se o mundo fosse acabar. A Vila Isabel apresenta um samba em homenagem ao maestro brasileiro Isaac Karabtchevsky. A São Clemente homenageia o carnavalesco Fernando Pamplona, morto em 2013. Em sua volta ao Grupo Especial após vencer a Série A de 2014, a Unidos do Viradouro inovou ao fazer a junção de dois sambas de Luiz Carlos da Vila para compor seu samba-enredo. O álbum recebeu críticas positivas dos especialistas. No Desfile das Escolas de Samba de 2014, os sambas de Imperatriz, Mangueira e Portela foram os únicos a receberem nota máxima de todos os julgadores. As obras de Imperatriz, Portela e Beija-Flor dividiram os prêmios do carnaval.

## Antecedentes
"Tudo é surreal aqui (no Rio), seja pela paisagem, pelo clima e pelo jeito de viver do carioca. A própria alegria do povo é surreal. Portanto, na magia que nos permite cada viagem carnavalesca, na minha imaginação, vou ‘convidar’ o grande mestre Salvador Dali a vir comigo e, junto com os bambas da Portela, imaginar o Rio".

— Alexandre Louzada, carnavalesco da Portela, sobre o enredo da escola.
A Portela foi a primeira escola a anunciar seu tema para o desfile de 2015. Em janeiro, antes do carnaval de 2014, a agremiação anunciou que faria uma homenagem aos 450 anos da cidade do Rio de Janeiro, que seriam completados em 2015. Após o carnaval, em março de 2014, a Portela anunciou seu enredo. "ImagináRIO - 450 Janeiros de Uma Cidade Surreal" foi assinado pelo carnavalesco Alexandre Louzada e retratou o Rio de Janeiro inspirado nas formas surrealistas de Salvador Dalí. A escola recebeu patrocínio de empresas privadas, incluindo da Concessionária Porto Novo. A agremiação contratou o intérprete Wander Pires, que foi demitido da Imperatriz Leopoldinense, para formar dupla com Wantuir, que já estava na Portela. Campeão do carnaval de 2014 com a Unidos da Tijuca, Paulo Barros se desligou da escola acertando sua transferência para a Mocidade Independente de Padre Miguel. No início de abril de 2014, a escola definiu seu enredo, sobre o fim do mundo. A ideia de Paulo Barros surgiu a partir da música "O Último Dia" do compositor Paulinho Moska. Segundo Paulo, sempre que escutava a música, pensava nas muitas possibilidades que ela proporcionava.

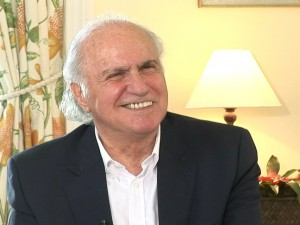
Aos 84 anos, o maestro brasileiro Isaac Karabtchevsky foi escolhido como enredo da Vila Isabel.

No dia 15 de maio de 2015, a Imperatriz Leopoldinense divulgou que seu desfile em 2015 teria como tema a cultura afro-brasileira, com homenagem à personalidades de diversos segmentos que lutaram por uma sociedade justa e igualitária. O enredo "Axé, Nkenda! Um Ritual de Liberdade - E que a Voz da Igualdade Seja Sempre a Nossa Voz!" foi assinado por Marta Queiroz, Cláudio Vieira e Cahê Rodrigues (em seu terceiro carnaval na escola). Nêgo foi contratado para substituir Wander Pires. Após a crise que passou no carnaval de 2014, a Unidos de Vila Isabel realizou uma eleição presidencial, elegendo Elizabeth Aquino, a Dona Beta. A escola anunciou seu enredo durante a posse da sua nova diretoria, realizada no dia 24 de maio de 2014. A Vila trocou de carnavalesco, contratando Max Lopes, que estava na São Clemente, para desenvolver o enredo em homenagem ao maestro brasileiro Isaac Karabtchevsky.

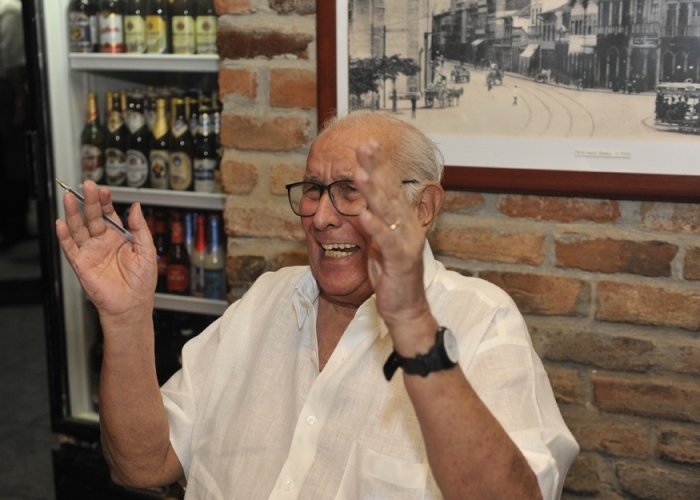
Morto em 2013, o carnavalesco Fernando Pamplona foi escolhido como enredo da São Clemente.

O Salgueiro realizou eleição presidencial. O intérprete Quinho se lançou candidato, concorrendo contra a então presidente Regina Celi, que tentava a reeleição. Regina foi reeleita e demitiu o intérprete. Serginho do Porto e Leonardo Bessa foram mantidos como intérpretes oficiais da escola. O Salgueiro anunciou o tema do seu desfile no dia 3 de junho de 2014. O enredo "Do Fundo do Quintal, Saberes e Sabores na Sapucaí" foi assinado pelo casal de carnavalescos Renato Lage e Márcia Lage e abordou a culinária mineira. O Salgueiro fechou uma parceria com a rede de restaurantes da cozinheira mineira Maria Lúcia Clementino Nunes, conhecida como Dona Lucinha. O acordo foi intermediado pelo deputado estadual Fred Costa com apoio do secretário de turismo do estado, Tiago Lacerda. No mesmo dia, a São Clemente anunciou seu enredo. A escola contratou a carnavalesca Rosa Magalhães, que estava na Mangueira. A própria carnavalesca escolheu o enredo em homenagem ao carnavalesco Fernando Pamplona, morto no ano anterior (2013), de quem foi aluna.
Dias depois, foi a vez da Beija-Flor divulgar o tema do seu desfile, sobre a Guiné Equatorial, país africano comandado por um regime ditatorial. Causou polêmica o apoio do governo do ditador Teodoro Obiang Nguema Mbasogo, acusado, pela ONG Anistia Internacional, de violações de direitos humanos, tortura e prisões arbitrárias. A Beija-Flor recebeu um patrocínio de 10 milhões de reais, mas negou que o dinheiro tenha sido repassado pelo governo do ditador, e sim por empresas brasileiras e "financiadores culturais". O enredo "Um Griô Conta a História: Um Olhar Sobre a África e o Despontar da Guiné Equatorial. Caminhemos Sobre a Trilha de Nossa Felicidade" foi assinado pela comissão de carnaval da escola, formada por Laíla, Fran Sérgio, Ubiratan Silva, Victor Santos, André Cezari, Bianca Behrends e Cláudio Russo.

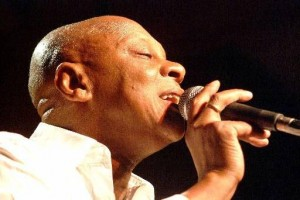
Obras de Luiz Carlos da Vila, morto em 2008, inspiraram enredo da Unidos do Viradouro.

Também no início de junho, Mangueira e Unidos do Viradouro divulgaram seus enredos. A Mangueira contratou o carnavalesco Cid Carvalho, que estava na Vila Isabel, e anunciou um enredo sobre as mulheres brasileiras. Campeã da Série A (segunda divisão do carnaval) de 2014, a Viradouro foi promovida ao Grupo Especial de 2015, quatro anos após seu rebaixamento do grupo. A escola manteve o carnavalesco campeão, João Vitor Araújo. O enredo "Nas Veias do Brasil, É a Viradouro em Um Dia de Graça!", sobre a trajetória dos negros no Brasil, foi assinado pelo diplomata Sílvio José Albuquerque e Silva e inspirado nas músicas "Por Um Dia de Graça" e "Nas Veias do Brasil", ambas do cantor e compositor Luiz Carlos da Vila, morto em 2008. A União da Ilha do Governador lançou seu enredo no dia 21 de junho de 2014. Em seu quinto carnaval consecutivo na escola, o carnavalesco Alex de Souza assinou o enredo "Beleza Pura?" sobre a beleza.
Sem Paulo Barros, a Unidos da Tijuca montou uma comissão de carnaval formada por Annik Salmon, Carlos Carvalho, Hélcio Paim, Marcus Paulo e Mauro Quintaes. No final de junho, a escola anunciou seu enredo para 2015, sobre a Suíça, tendo como fio condutor o carnavalesco - filho de pai suíço - Clóvis Bornay, morto em 2005. A escola recebeu patrocínio do governo suíço e de empresas com sede na Suíça como Nestlé e Syngenta. A Grande Rio foi a última agremiação a escolher seu enredo. O anúncio foi realizado no final de agosto de 2014. A escola optou por um enredo autoral do carnavalesco Fábio Ricardo (em seu segundo carnaval na escola) sobre as cartas. O enredo "A Grande Rio É do Baralho!" foi assinado por Fábio Ricardo e Roberto Vilaronga. Grande Rio e União da Ilha trocaram de diretores de bateria. Mestre Ciça foi para a Ilha e Thiago Diogo foi para a Grande Rio.

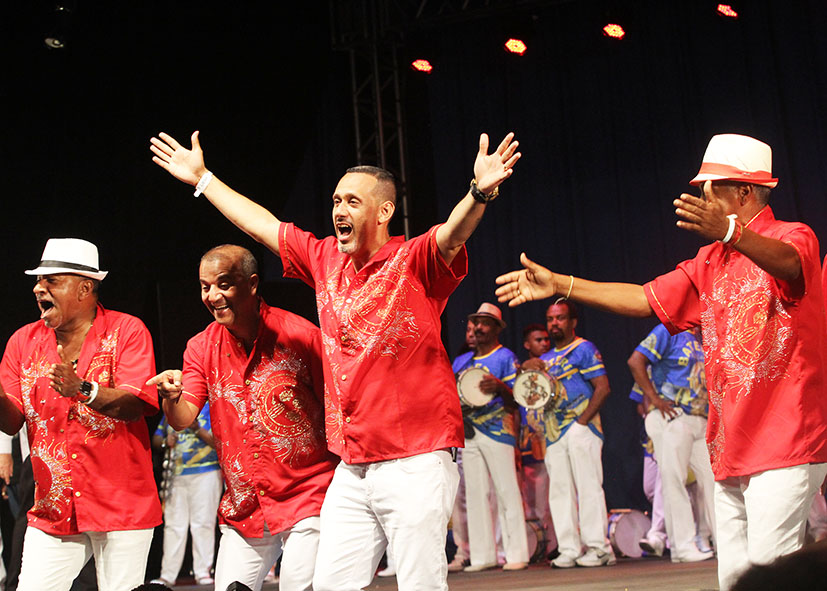
Compositores do Salgueiro na festa de lançamento do álbum.

## Escolha dos sambas
A Viradouro não realizou disputa de samba. A escola inovou ao fazer a junção de dois sambas de Luiz Carlos da Vila para compor seu samba-enredo. As obras "Por Um Dia de Graça" e "Nas Veias do Brasil" foram adaptadas pelo presidente da escola, Gusttavo Clarão, que também é cantor e compositor. A obra foi apresentada no dia 16 de agosto, na feijoada de reinauguração da quadra da escola.

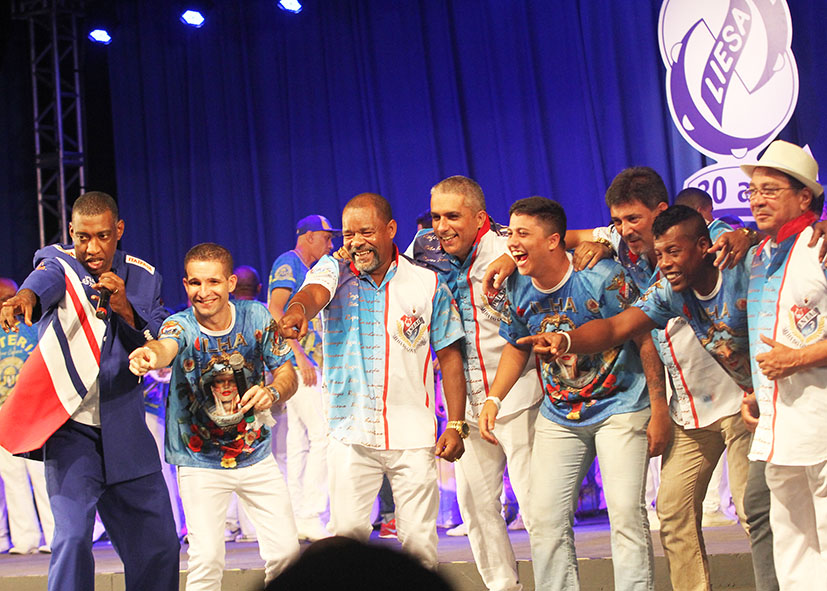
Ito Melodia e os compositores da Ilha no lançamento do álbum.

Salgueiro, Mangueira e União da Ilha realizaram suas finais de disputa de samba na madrugada do domingo, dia 12 de outubro de 2014. No Salgueiro, o resultado saiu por volta das 4 horas e 30 minutos da manhã do domingo. Dos 22 sambas inscritos no concurso, três chegaram à final. Venceu a obra dos compositores Xande de Pilares, Jassa, Betinho de Pilares, Miudinho, Luiz Pião e W. Corrêa. A parceria recebeu dezoito votos da comissão julgadora contra um voto recebido pelo samba de Antonio Gonzaga. A parceira de Demá Chagas, Alessandro Falcão, Anderson Benson, Elcinho Saara, Marquinho Moreno e Willian Neves não recebeu votos. Pela segunda vez Xande venceu uma disputa do Salgueiro. O cantor também assinou o samba de 2014 da escola, vencedor do Estandarte de Ouro.

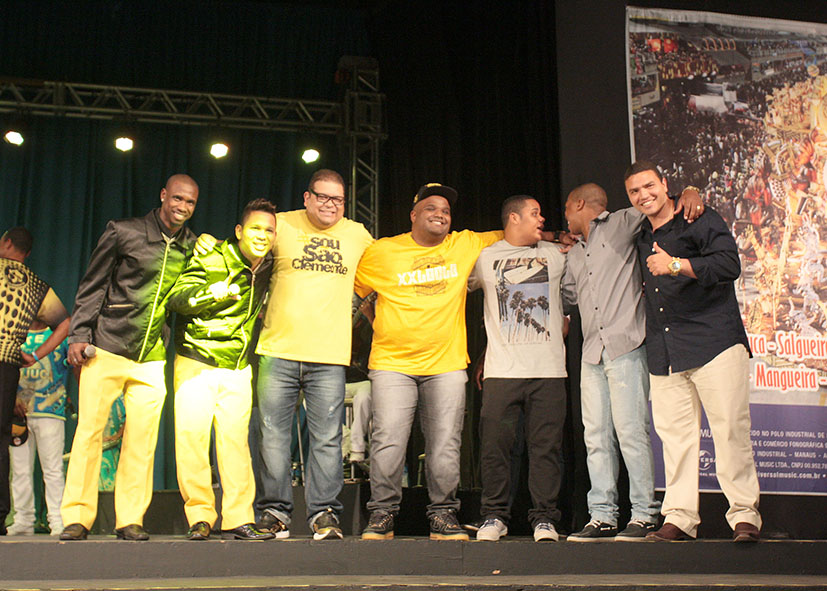
Os compositores da São Clemente no lançamento do álbum.

Na Mangueira, a decisão foi divulgada às cinco horas da manhã de domingo. Dos 26 sambas que se inscreveram no concurso, três chegaram à final. Venceu a obra de Renan Brandão, Cadu, Alemão do Cavaco, Paulinho Bandolim, Deivid Domênico e Almyr. Os compositores venceram a parceria campeã dos três anos anteriores, liderada por Lequinho. Na União da Ilha, o resultado foi anunciado por volta das seis da manhã de domingo. Das quatorze parcerias inscritas no concurso, cinco chegaram à final. Venceu o samba dos compositores Djalma Falcão, Carlos Caetano, Gugu das Candongas, Beto Mascarenhas, Roger Linhares e Marco Moreno.

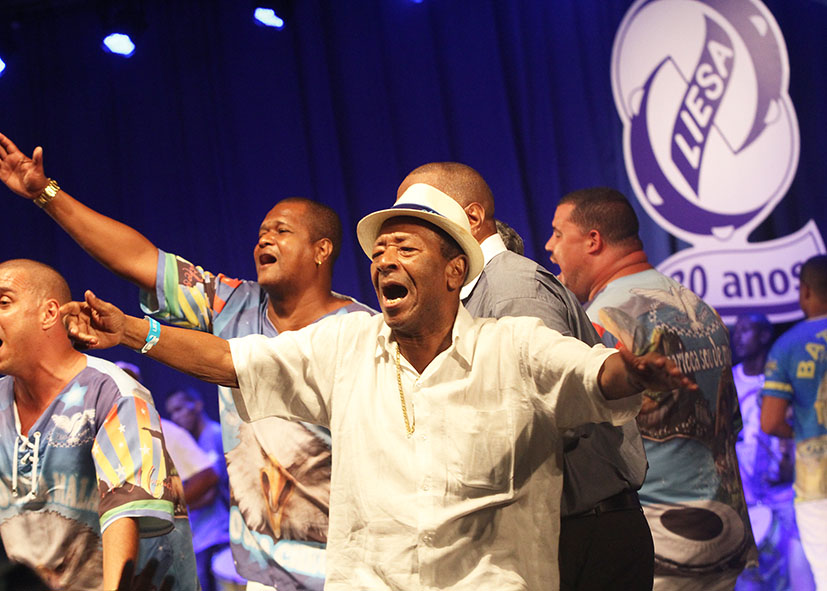
Noca da Portela e os compositores do samba da Portela.

A São Clemente realizou sua final de disputa na noite do domingo, dia 12 de outubro de 2014, em sua quadra, na Cidade Nova. Dos 22 sambas que se inscreveram no concurso, quatro chegaram à final. Pouco depois da meia-noite, a escolhe anunciou a vitória da parceria formada por Leozinho Nunes, Wiverson Machado, Diego Estrela, Ronni Costa, Hugo Bruno e Victor Alves. Cantor de apoio do carro de som da escola, Leozinho venceu pela primeira vez. No ano anterior, ele também chegou à final, mas perdeu.

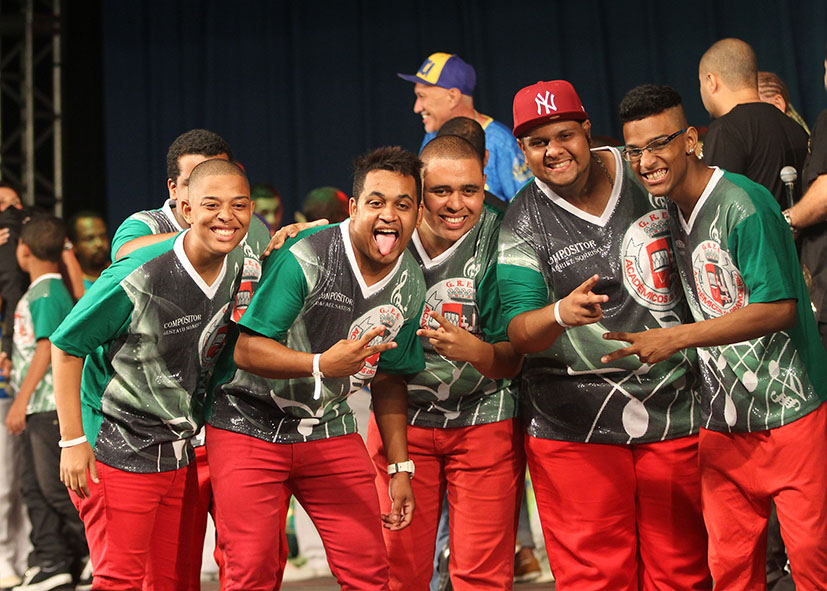
Compositores da Grande Rio no lançamento do álbum.

"A gente buscou inspiração em sambas passados para fazer uma composição leve, alegre, com uma melodia bonita, que dá para sambar e cantar. Isso é o mais importante para o folião."
— Leozinho Nunes sobre o samba campeão.

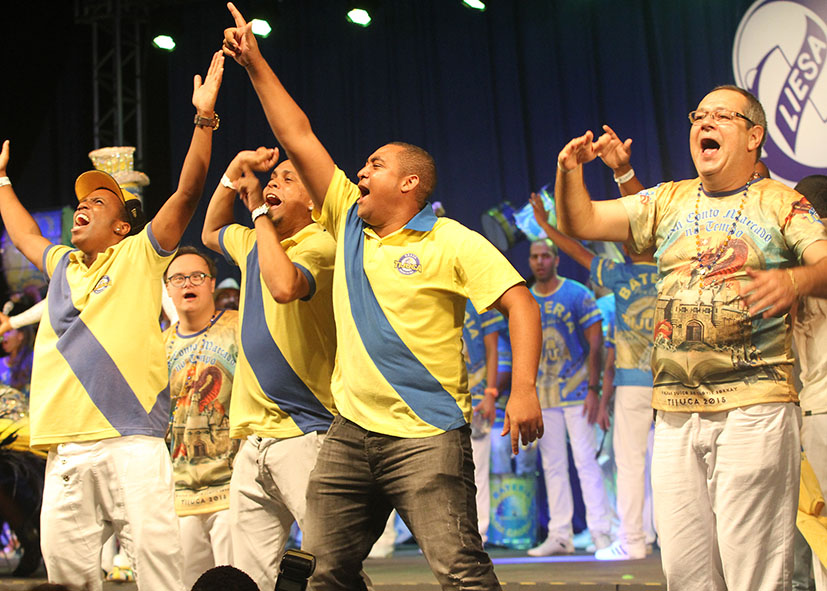
Compositores do samba da Tijuca na festa de lançamento do álbum.

A final da disputa da Beija-Flor foi realizada na madrugada da sexta-feira, dia 17 de outubro de 2014, na quadra da escola, em Nilópolis. Dos 22 sambas inscritos no concurso da escola, três chegaram à final. Venceu a obra dos compositores J. Velloso, Samir Trindade, Jr. Beija-Flor, Marquinhos Beija-Flor, Gilberto Oliveira, Elson Ramires, Dílson Marimba, Silvio Romai, Ribeirinho e Júnior Trindade. Samir assina seu quinto samba na escola, enquanto Jr. Beija-Flor (filho de Neguinho da Beija-Flor) assina seu quarto samba na agremiação. Após a disputa, a escola realizou uma mudança na letra da obra a fim de distinguir a Guiné Equatorial das outras Guinés (Guiné-Bissau e República da Guiné). O trecho "Dessa mistura vem o meu axé / Dança Brasil! Canta Guiné!" foi alterado para "Dessa mistura eu faço carnaval / Canta, Guiné Equatorial".

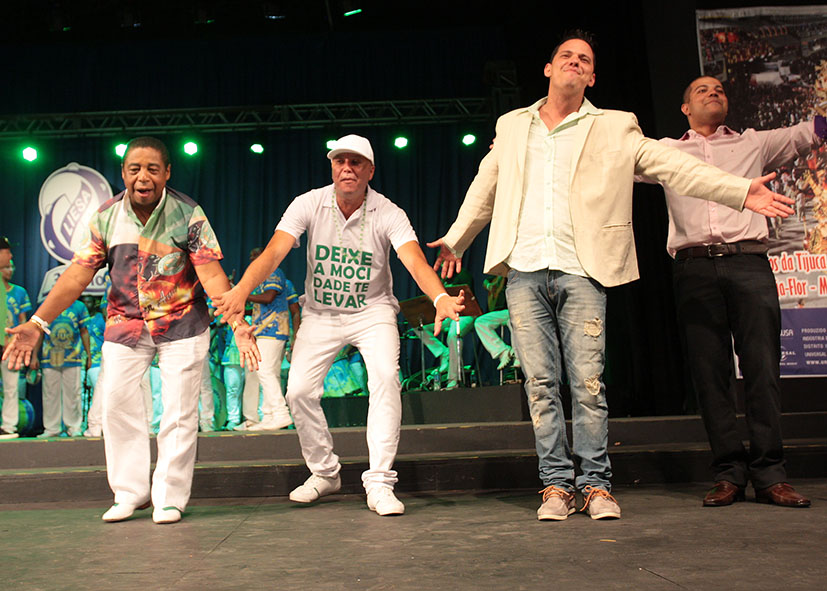
Compositores da Mocidade na festa de lançamento do álbum.

"É um grande samba. Tenho certeza que pode ser o samba do carnaval. Temos que trabalhar bastante agora, porque a nossa responsabilidade será ainda maior. Fiz todos os testes possíveis durante essa disputa e tenho certeza que escolhemos a melhor obra."
— Laíla, carnavalesco e diretor de carnaval e harmonia da Beija-Flor.

Portela e Grande Rio realizaram suas finais de disputa na madrugada do sábado, dia 18 de outubro de 2014. Na Portela, venceu o samba de Noca da Portela, Celso Lopes, Charlles André, Vinicius Ferreira e Xandy Azevedo. Com a vitória, Noca assina seu sétimo samba na Portela, sendo que o último havia sido o de 2005. Os compositores venceram a parceria liderada por Toninho Nascimento e Luiz Carlos Máximo, vencedores nos três anos anteriores. Das 33 obras inscritas no concurso, três chegaram à final. Na Grande Rio, venceu o samba dos compositores Rafael Santos, Lucas Donato, Gabriel Sorriso, Leandro Canavarro e Rodrigo Moreira. O grupo de jovens compositores venceu pela primeira vez na agremiação. Das 18 parcerias inscritas no concurso, seis chegaram à final. Em uma das parcerias finalistas estavam o cantor Toni Garrido e o autor de telenovelas Tiago Santiago.
"Não somos de Caxias, mas pegamos Caxias como se fosse nossa família. Durante a segunda ou terceira fase da disputa, já percebemos que a escola estava do nosso lado. Fizemos um samba de malandro porque a sinopse pedia isso."
— Gabriel Sorriso, de 19 anos, um dos compositores do samba campeão.

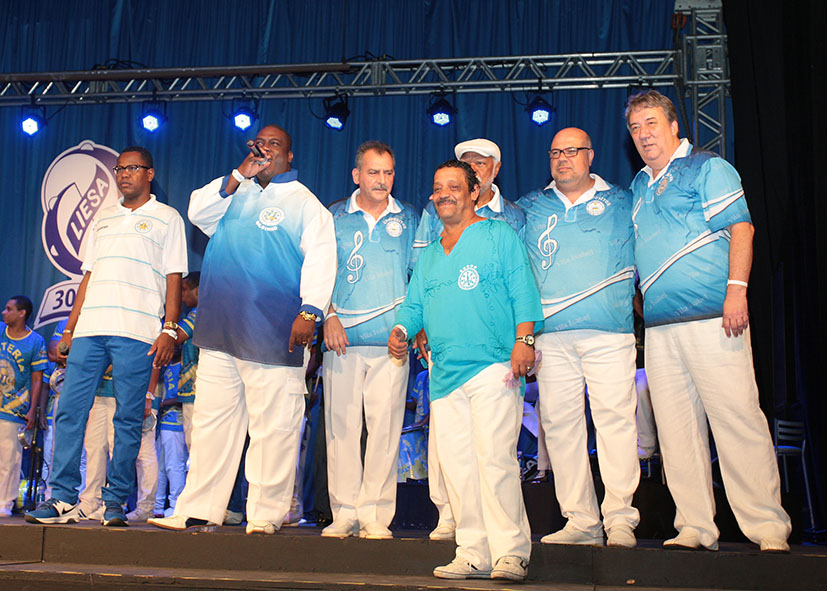
Compositores do samba da Vila Isabel no lançamento do álbum.

Unidos da Tijuca, Mocidade e Vila Isabel realizaram suas finais de disputa na madrugada do domingo, dia 19 de outubro de 2014. Na Unidos da Tijuca, dos quatorze sambas inscritos no concurso, três chegaram à final. Após as apresentações dos finalistas, a diretoria da escola anunciou a junção de dois sambas concorrentes. Da obra de Josemar Manfridini, Fadico, Zé Luiz e Carlinhos Careca foi utilizado o refrão principal e trechos da primeira e da segunda parte do samba. Da composição de Gustavinho Oliveira, Caio Alves, Rafael Tinguinha e Cosminho foi aproveitado o refrão central e trechos da primeira e da segunda parte do samba. Na Mocidade, o resultado final foi divulgado por volta das seis horas da manhã de domingo. Para representar a escola no carnaval de 2015, foi escolhido o samba dos compositores Ricardo Mendonça, Tio Bira, Anderson Viana e Lúcio Naval. A Mocidade foi a escola com mais obras concorrentes. 42 sambas se inscreveram no concurso da agremiação. O cantor Mister Catra participou da disputa, liderando uma parceria ao lado do futebolista Leandro Euzébio. Na Vila Isabel, o samba campeão foi anunciado por volta das sete horas da manhã de domingo. Das dezoito obras inscritas no concurso da escola, três chegaram à final. Venceu o samba dos compositores Carlinhos Petisco, Serginho 20, Machadinho, Paulinho Valença e Henrique Hoffman. O cantor e compositor Martinho da Vila participou da comissão avaliadora que escolheu o samba vencedor. Após a disputa, os compositores incluíram um refrão central no samba para atender pontos do enredo que não estavam contemplados na versão anterior.

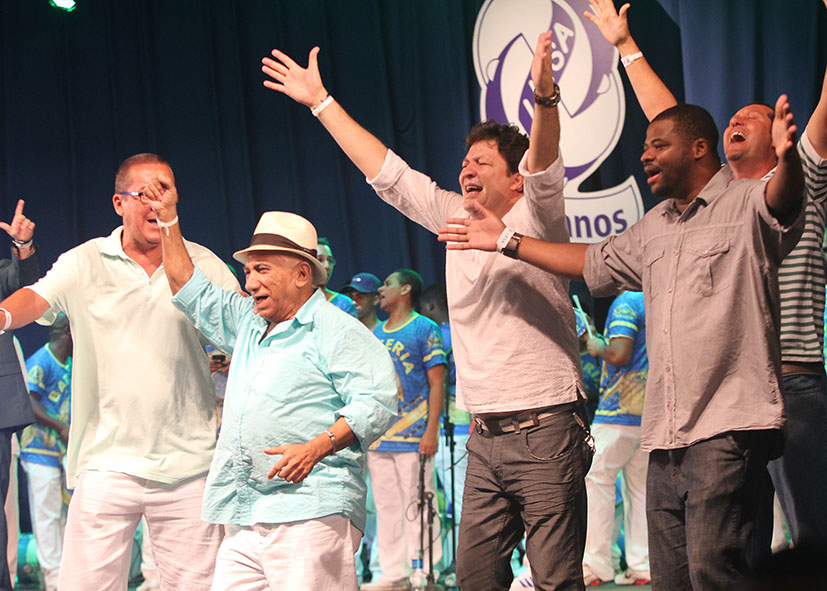
Zé Katimba e os compositores do samba da Imperatriz.

A Imperatriz Leopoldinense foi a última escola a definir seu samba para 2015. A final da disputa foi realizada na madrugada da segunda-feira, dia 20 de outubro de 2014, na quadra da agremiação, em Ramos. Dos quatorze sambas inscritos na disputa, três chegaram à final. Venceu a obra dos compositores Marquinho Lessa, Zé Katimba, Adriano Ganso, Jorge do Finge e Aldir Senna. Aos 82 anos, Zé Katimba voltou a assinar um samba da Imperatriz, agremiação que ajudou a fundar. Desde 1997, o compositor não assinava uma composição da escola.
"De todos os sambas que eu ganhei, esse é o que mais me representa. Quando terminamos de fazer, eu disse aos meus parceiros: esse samba vai ser um divisor na minha vida, na vida de vocês e na história da Imperatriz. É um samba diferente, que fala de paz, liberdade e amor."
— Zé Katimba sobre o samba campeão, de sua autoria.

## Gravação e lançamento

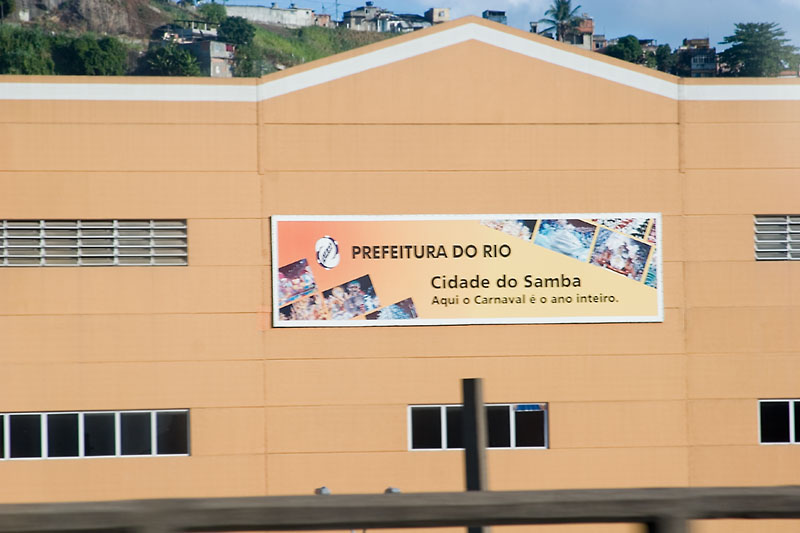
Cidade do Samba, onde foi gravada a parte ao vivo do álbum.

O álbum foi produzido por Laíla e Mário Jorge Bruno, com direção artística de Zacarias Siqueira de Oliveira, e arranjos musicais de Alceu Maia e Jorge Cardoso. Na primeira etapa, realizada entre os dias 17 e 23 de outubro de 2014, cada escola levou determinada quantidade de componentes para a gravação do coro do samba e ritmistas para gravarem a base da bateria, ao vivo, num estúdio montado na Cidade do Samba. As gravações envolveram mais de quatro mil pessoas entre sambistas, produtores e técnicos. Na segunda etapa, realizada entre os dias 24 de outubro e 4 de novembro de 2014, foram gravadas, na Cia. dos Técnicos Studio, em Copacabana, as bases instrumentais e as vozes dos intérpretes. Assim como no ano anterior, também foi produzido um DVD com as imagens das gravações, mas por conta de exigências e prazos estipulados pelo Ministério da Justiça, para a classificação etária do produto, ele não foi colocado à venda.
O álbum foi comercializado a partir do dia 25 de novembro de 2014. A Liga Independente das Escolas de Samba (LIESA) promoveu uma festa de lançamento do álbum para convidados, na noite da segunda-feira, dia 1 de dezembro de 2014, na Cidade do Samba. Acompanhadas pela bateria da campeã de 2014, Unidos da Tijuca, cada escola apresentou sua obra com seus respectivos intérpretes, autores dos sambas, casais de mestre-sala e porta-bandeira, diretores e rainhas de bateria. Na ocasião, a Universal Music entregou um disco de platina pela venda de mais de oitenta mil cópias do álbum. O público presente também pode assistir o DVD que não foi comercializado.

## Designvisual

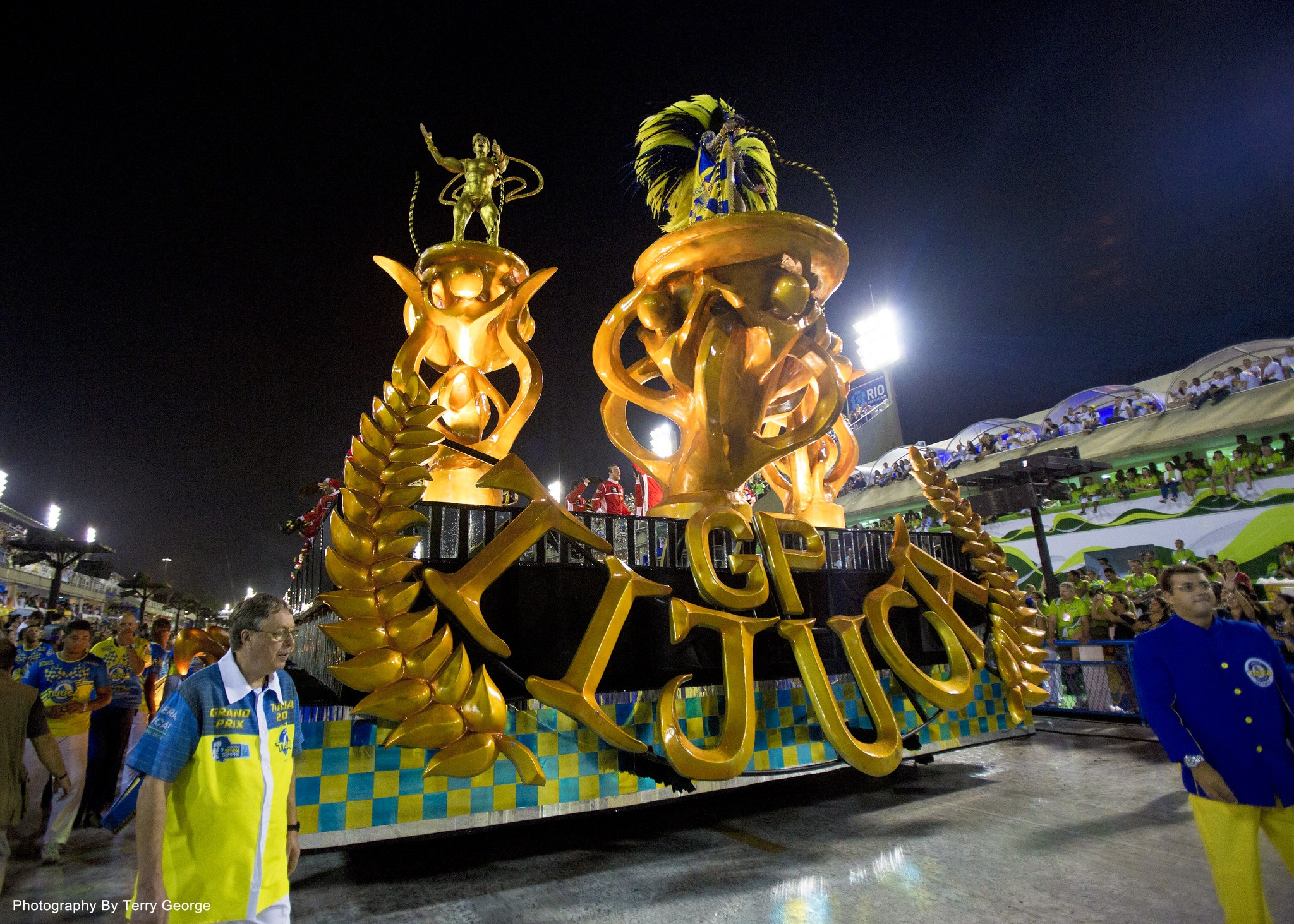
Abre-alas de 2014 da Unidos da Tijuca estampa a capa do álbum.

Tradicionalmente, a capa do álbum e seu design visual remetem à escola campeã do carnaval anterior, enquanto a contracapa remete à vice-campeã. Na capa de Sambas de Enredo 2015 é utilizada uma imagem do fotógrafo Henrique Matos com a visão frontal do carro abre-alas do desfile de 2014 da Unidos da Tijuca, intitulado "Box dos Competidores". Além do título do álbum, a capa contém a inscrição "Tijuca campeã 2014", nas cores da escola, azul e amarelo. Fabio Oliveira é o responsável pela arte da capa.
A contracapa do álbum monstra uma imagem, também do fotógrafo Henrique Matos, com a visão frontal do carro abre-alas do desfile de 2014 do Salgueiro, intitulado "Templo Sagrado de Olorum". A imagem contém a inscrição "Salgueiro vice-campeã 2014" e o nome das escolas que compõem o álbum, com letras nas cores vermelho e branco.

## Faixas
Tradicionalmente, a lista de faixas segue a ordem de classificação do carnaval anterior. A primeira faixa é da campeã de 2014, Unidos da Tijuca; a segunda é do vice-campeão, Salgueiro; e assim por diante. A última faixa é da escola que ascendeu do grupo de acesso, a Unidos do Viradouro, campeã da Série A de 2014 e promovida ao Grupo Especial de 2015.
| N.º            | Título | Compositor(es) | Intérpretes e participações                                 | Duração |  |
| 1.             | "Um Conto Marcado no Tempo - O Olhar Suíço de Clóvis Bornay" (Unidos da Tijuca)                                                                   | Josemar Manfredini, Fadico, Carlinhos Careca, Zé Luiz, Gustavinho Oliveira, Caio Alves, Rafael Tinguinha, Cosminho                                             | Tinga                                                       | 5:58    |  |
| 2.             | "Do Fundo do Quintal, Saberes e Sabores na Sapucaí" (Acadêmicos do Salgueiro)                                                                     | Xande de Pilares, Jassa, Betinho de Pilares, Miudinho, Luiz Pião, W. Corrêa                                                                                    | Serginho do Porto, Leonardo Bessa (Part.: Xande de Pilares) | 5:49    |  |
| 3.             | "ImagináRIO, 450 Janeiros de Uma Cidade Surreal" (Portela)                                                                                        | Noca da Portela, Celso Lopes, Charlles André, Vinicius Ferreira, Xandy Azevedo                                                                                 | Wantuir (Part.: Wander Pires)                               | 6:00    |  |
| 4.             | "Beleza Pura?" (União da Ilha do Governador) | Djalma Falcão, Carlos Caetano, Gugu das Candongas, Beto Mascarenhas, Roger Linhares, Marco Moreno                                                              | Ito Melodia                                                 | 5:42    |  |
| 5.             | "Axé, Nkenda! Um Ritual de Liberdade - E que a Voz da Liberdade Seja Sempre a Nossa Voz" (Imperatriz Leopoldinense)                               | Marquinho Lessa, Adriano Ganso, Zé Katimba, Jorge do Finge, Aldir Senna                                                                                        | Nêgo                                                        | 5:14    |  |
| 6.             | "A Grande Rio É do Baralho" (Acadêmicos do Grande Rio)                                                                                            | Rafael Santos, Lucas Donato, Gabriel Sorriso, Leandro Canavarro, Rodrigo Moreira                                                                               | Emerson Dias                                                | 5:19    |  |
| 7.             | "Um Griô Conta a História: Um Olhar Sobre a África e o Despontar da Guiné Equatorial. Caminhemos Sobre a Trilha de Nossa Felicidade" (Beija-Flor) | J. Velloso, Samir Trindade, Jr. Beija-Flor, Marquinhos Beija-Flor, Gilberto Oliveira, Elson Ramires, Dílson Marimba, Silvio Romai, Ribeirinho, Junior Trindade | Neguinho da Beija-Flor                                      | 6:03    |  |
| 8.             | "Agora Chegou a Vez Vou Cantar: Mulher de Mangueira, Mulher Brasileira em Primeiro Lugar" (Estação Primeira de Mangueira)                         | Renan Brandão, Cadu, Alemão do Cavaco, Paulinho Bandolim, Deivid Domênico, Almyr                                                                               | Luizito (Part.: Alcione)                                    | 6:29    |  |
| 9.             | "Se o Mundo Fosse Acabar, Me Diz o que Você Faria se só lhe Restasse Um Dia?" (Mocidade Independente de Padre Miguel)                             | Ricardo Mendonça, Tio Bira, Anderson Viana, Lúcio Naval | Bruno Ribas                                                 | 5:52    |  |
| 10.            | "O Maestro Brasileiro Está na Terra de Noel... A Partitura É Azul e Branca da Nossa Vila Isabel" (Unidos de Vila Isabel)                          | Carlinhos Petisco, Serginho 20, Machadinho, Paulinho Valença, Henrique Hoffman                                                                                 | Gilsinho                                                    | 5:51    |  |
| 11.            | "A Incrível História do Homem que Só Tinha Medo da Matinta Perera, da Tocandira e da Onça Pé de Boi" (São Clemente)                               | Leozinho Nunes, Wiverson Machado, Diego Estrela, Ronni Costa, Hugo Bruno, Victor Alves                                                                         | Igor Sorriso                                                | 6:01    |  |
| 12.            | "Nas Veias do Brasil, É a Viradouro em Um Dia de Graça" (Unidos do Viradouro)                                                                     | Luiz Carlos da Vila | Zé Paulo Sierra                                             | 4:25    |  |
| Duração total: | Duração total: | Duração total: | Duração total:                                              | 1:09:11 |  |

## Conteúdo musical

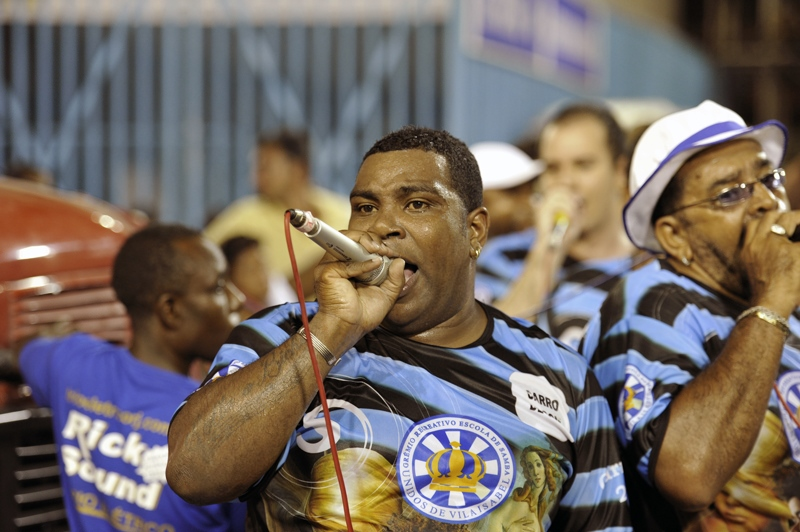
Tinga (ao centro) interpreta a primeira faixa do álbum, sobre a Suíça.

- Tinga (ao centro) interpreta a primeira faixa do álbum, sobre a Suíça.1. "Um Conto Marcado no Tempo - O Olhar Suíço de Clóvis Bornay" (Unidos da Tijuca)

A faixa de abertura do álbum é da Unidos da Tijuca, campeã do carnaval de 2014. A faixa começa com uma rápida introdução da bateria da escola. Em seguida, o intérprete Tinga dá seu grito de guerra e inicia o samba. A letra da canção está em primeira pessoa, como se fosse narrada por Clóvis Bornay. O samba começa com Bornay lembrando das história que seu pai contava sobre a Suíça ("Que bom voltar pra reviver essa emoção / Quem dera com o meu pai reencontrar / Tantas histórias encantadas / Se fez o sonho e não quero acordar"). Os versos seguintes fazem referência aos contos e lendas da Suíça ("Seres alados, castelos erguidos / Sopro gigante, herói destemido") e à raça de cães São-bernardo, conhecidos como "anjos dos Alpes" por atuarem como cães de resgate na neve nos Alpes suíços ("Nos montes de neve um anjo a proteger / Melhor amigo que o homem pode ter"). O refrão central do samba faz alusão às invenções suíças como o canivete, a caixa de música, as senhas secretas dos cofres bancários ("Gira mundo no tempo, templo da invenção / Tudo cabe no bolso ou na palma da mão / O som da caixa, joia de valor / Quem procura acha, a senha do amor"). A segunda parte do samba começa fazendo referência ao físico Albert Einstein e à Teoria da Relatividade ("Novo tempo / Relativa idade do conhecimento / Brilhante pensamento / Explica a vida em todas as direções"). Os versos seguintes fazem alusão à energia solar ("Brilha o sol num instante"); à culinária suíça ("Com teus sabores na Avenida"); e ao clima frio do país ("Quebrando o gelo, lá vem o Pavão"). O refrão principal do samba faz referência ao fato da escola encerrar o desfile de 2015, possivelmente com o dia clareando ("Deixa o dia clarear Tijuca"); aos relógios suíços ("Tá na hora a gente vai à luta / O relógio disparou chegou gente bamba"); e uma controversa citação ao Prêmio Nobel, uma criação sueca, com a justificativa de que a Suíça é o país com o maior número de laureados ("É do Borel o prêmio Nobel do Samba").
- 2. "Do Fundo do Quintal, Saberes e Sabores na Sapucaí" (Salgueiro)

A faixa do Salgueiro tem como tema a culinária mineira. Xande de Pilares, Serginho do Porto e Leonardo Bessa gravaram a obra. Os três intérpretes abrem a faixa com uma rápida introdução, antes de soltar seus gritos de guerra e iniciar o samba. Serginho e Leonardo se dividem cantando trechos diferentes da obra, com exceção dos refrões, que cantam juntos. Xande faz uma participação especial, com sua voz sobressaindo em alguns trechos. O samba começa localizando o enredo ao fazer uso de uma expressão mineira ("Tem amor nesse tempero, Salgueiro / Esse trem é bom de mais"). A seguir, lembra os hábitos alimentares dos indígenas, os primeiros habitantes da região ("Foi o índio que ensinou com sua sabedoria / O jeito de aproveitar tudo que a terra dá no dia-a-dia"). Segundo uma crônica de um viajante europeu, os índios degustavam um verme que vivia no broto da taquara, que lhes servia de sonífero ("É de dar água na boca, se lambuzar / Visitar o paraíso... E sonhar"). O refrão central do samba remete aos tempos da escravidão utilizando a forma de tratamento "sinhá" e também cita a cachaça ("O danado desse cheiro sô... Ô sinhá / Atiçou meu paladar...Ô sinhá / Já bebi uma purinha, vim sambar na Academia e não quero mais parar"). A segunda parte da canção começa fazendo alusão ao ciclo do ouro em Minas Gerais ("O ouro desperta ambição") e retrata a influência dos escravos e dos colonizadores europeus na culinária ("O branco, o negro e seus costumes / Trazendo muito mais variedade"). O samba termina citando Nossa Senhora do Rosário, cultuada em diversas manifestações mineiras ("Peço a Nossa Senhora pra não deixar faltar"). O refrão principal sintetiza o enredo como uma louvação à culinária mineira e uma referência ao Hino de Minas Gerais ("Prepara a mesa, bota a fé no coração / Numa só voz vai meu samba em louvação / É o meu Salgueiro com gosto de quero mais / Oh, Minas Gerais!").
- 3. "ImagináRIO, 450 Janeiros de Uma Cidade Surreal" (Portela)

Com a letra do samba em primeira pessoa, a obra da Portela começa exaltando o Rio de Janeiro e parabenizando a cidade pelo seu aniversário ("Oh, meu Rio / A águia vem te abraçar e festejar / 'Feliz Cidade' sem igual / Paraíso divinal"). No primeiro refrão do samba, o narrador diz que retrata a cidade de forma surrealista, se comparando à Salvador Dalí ("E eu daqui feito Dalí em traços te retrato surreal"). Os versos seguintes exaltam as belezas naturais da cidade; as formas do relevo montanhoso do entorno da Baía de Guanabara, que remetem à uma mulher de bruços; e as disputas de franceses, portugueses e indígenas pela posse da terra ("A natureza lhe foi generosa / Na Guanabara formosa mulher / Despertou cobiça, beleza sem fim"). O verso seguinte faz uma brincadeira entre o Jardim Botânico do Rio e a obra O Jardim das Delícias Terrenas de Hieronymus Bosch ("Delícias de um nobre Jardim"). O segundo refrão do samba faz referência às composições sobre o Rio, como "Copacabana", de Braguinha; "Menino do Rio", de Caetano Veloso; e "Garota de Ipanema", de Tom Jobim e Vinícius de Moraes ("Eu vi o Menino do Rio versar um lindo poema / Para impressionar a princesinha do mar / Sonhando com a Garota de Ipanema"). A última parte do samba começa citando o bairro boêmio da Lapa e o Estádio do Maracanã, que numa visão surrealista seria a "nave da emoção" ("Vem amor, a Lapa dá o tom pra boemia / Vem amor, a nave da emoção nos contagia"). Os versos seguintes fazem alusão ao povo que sai do subúrbio, de trem, para participar do carnaval na Marquês de Sapucaí ("Lá vem o trem chegando com o povo do samba / Lá vai Viola, o batuque só tem gente bamba") e a chegada dos portelenses para o desfile em homenagem ao Rio ("Tão bela! Orgulhosamente a Portela / Vem cantar em seu louvor ôôôôôô"). A Central do Brasil e o Cristo Redentor são citados nos versos seguintes ("Central do meu Brasil inteiro / Morada do Redentor"). Em seu refrão principal o samba exalta o orgulho de ser carioca de Madureira e cita a bateria da escola, denominada Tabajara do Samba ("Sou carioca, sou de Madureira / A Tabajara levanta poeira / Pra essa festa maneira meu bem me chamou / Lá vem Portela, malandro, o samba chegou!").
- 4. "Beleza Pura?" (União da Ilha)

A faixa da União da Ilha é interpretada por Ito Melodia. A letra do samba faz uso da linguagem coloquial e do bom humor para descrever, de forma descontraída, o enredo sobre a beleza. Os primeiros versos da obra fazem referência à natureza ("Floresceu... / Desabrochou uma explosão de cor / Bem-vinda, oh! Mãe natureza! Transformando, esbanjando formosura, é beleza pura"). A vaidade do sambista na hora do desfile é lembrada no trecho "Sou sambista, minha arte é universal / O que importa é estar na moda, no desfile principal / Me visto de ilusão, transbordo de emoção / Sou chique, estou no Carnaval". No refrão central do samba é utilizada uma onomatopeia com a reprodução do som de um assobio ("Lá vem ela, toda prosa, gostosa, fiu...fiu"). A seguir é abordado o conceito de beleza interior ("A beleza tá no seu interior, nos olhos de quem vê / No verdadeiro amor"). A segunda parte do samba começa brincando com a passagem do conto de fadas Branca de Neve, em que a Rainha Má indaga o espelho se existe mulher mais bela que ela ("Diga espelho meu, no swing dessas feras tem mais bela do que eu? / Ele respondeu: no reino encantado, quem nasce pra brilhar, jamais se apagará"). O trecho seguinte lembra a busca pela beleza através da musculação; a conquista do sucesso através da beleza; e a febre das selfies ("Mamãe tô forte e tenho sorte / Meu charme é passaporte para ser superstar / Eu tô na tela da tevê, sou a cara da riqueza / Tiro foto de mim mesmo eu só quero aparecer"). O refrão principal do samba exalta a própria escola de samba União da Ilha ("A Ilha chegou, a festa começou / O show é da comunidade / Sem desmerecer ninguém, sou a mais linda encantando a cidade").
- 5. "Axé, Nkenda! Um Ritual de Liberdade - E que a Voz da Liberdade Seja Sempre a Nossa Voz" (Imperatriz Leopoldinense)

O samba da Imperatriz começa fazendo uma introdução ao enredo da escola ("Foi um grito que ecoou, Axé-Nkenda! / A luz dentro de você... Acenda! / Nada é maior que o amor, entenda!"). A palavra nkenda significa amor na língua quimbundo. Os versos seguintes fazem referência à África, sua cultura e seus mitos ("A voz do vento vem pra nos contar / Que na Mãe África nasceu a vida"). Também é citado o baobá, árvore considerada sagrada em todo o continente africano ("Pura magia, baobá abençoado / Tanta riqueza no Triângulo Sagrado"). Triângulo Sagrado é como o samba se refere à África, pela sua forma. Os versos seguintes fazem referência aos primórdios da humanidade, quando o ser humano vivia em "comunhão com a natureza" ("Mistérios! Grandeza! / O homem em comunhão com a natureza"); a chegada dos colonizadores, explorando a terra ("Tristeza e dor, na violência pelas mãos do invasor"); e o tráfico de escravos, levados em navios negreiros para toda parte do mundo ("E o mar levou... nossa cultura um novo mundo encontrou"). A seguir, o samba apresenta um "falso refrão" com citações à culinária de origem afro e sua ligação com a religiosidade, personificada na figura de Oiá ("Põe pimenta pra arder, arder, arder! / Sente o gosto do dendê, ô iaiá, oyá / Tem acarajé no canjerê / Tem caruru no vatapá / É divino o paladar"); e também à manifestações culturais afro-brasileiras como capoeira, samba, maracatu e maculelê ("Capoeira vai ferver! Vem ver! Vem ver! / Abre a roda que ioiô quer dançar... sambar... / Traz maracatu, maculelê... / É festa até o sol raiar"). A segunda parte do samba começa lembrando das lutas pela abolição da escravidão ("Liberdade! / Sagrada busca por justiça e igualdade"). Os versos seguintes exaltam a cultura afro-brasileira deixada de herança pelos escravos ("E com a arte eu semeio a verdade / O despertar para um novo amanhecer / Faço brotar a força da esperança / Deixo de herança um novo jeito de viver"). O samba lembra que as procissões das irmandades negras foram precursoras dos desfiles das escolas de samba e clama a união de todas as raças contra o preconceito ("Vamos louvar o canto da massa / Unindo as raças pelo respeito / Vamos à luta pelos direitos"). O trecho a seguir ("Uma banana para o preconceito") lembra que o enredo da Imperatriz foi inspirado num caso de racismo enfrentado pelo jogador brasileiro Daniel Alves no dia 27 de abril de 2014, em um jogo contra o Villarreal, quando um torcedor do time local jogou uma banana na direção do lateral-direito. Daniel pegou, descascou e comeu a fruta em pleno jogo e continuou a partida normalmente. O refrão do samba exalta Nelson Mandela e sua luta por liberdade e igualdade, além de mencionar o nome de seu clã, Madiba ("Mandela! Mandela! / Num ritual de liberdade / Lá vem a Imperatriz! Eu vou com ela / Eu sou Madiba! Sou a voz da igualdade!").
- 6. "A Grande Rio É do Baralho" (Grande Rio)

A faixa da Grande Rio é interpretada por Emerson Dias. O samba começa fazendo referência aos jogos de carta ("O jogo começou / Sou eu que dou as cartas na avenida / E nessa disputa de poder / Eu não quero saber, vou jogar pra vencer"). Os versos seguintes citam as cartas do baralho ("Sou rei, venha ser a minha dama / No castelo de quem ama / Sou teu servo, minha linda flor"). O refrão central do samba cita o Tarot e o baralho cigano ("Pra saber o meu destino...Fui buscar / A resposta no tarô e encontrei o amor / A chave para abrir o meu caminho / Num raiar de um novo dia, a cigana revelou"). A segunda parte do samba começa fazendo alusão à astrologia ("Estrelas me guiam à luz do luar / Além dos mistérios eu vou viajar"). Os quatro elementos da natureza são lembrados no trecho seguinte ("A água da terra eu vejo brotar / O fogo ardendo envolto no ar"). Outras expressões e simbolismos ligados aos jogos de baralho são mencionados no final do samba ("Num lance incerto, de um jeito esperto / A última carta vai surpreender / Canta Caxias, o meu coringa é você"). O refrão principal faz referência à malandragem ("Eu vou na ginga, jeito malandreado / Vem cá menina, começou o carteado / Se você veio ver, então vamos jogar / Chegou Grande Rio...Pode Apostar!").
- 7. "Um Griô Conta a História: Um Olhar Sobre a África e o Despontar da Guiné Equatorial. Caminhemos Sobre a Trilha de Nossa Felicidade" (Beija-Flor)

A faixa da Beija-Flor tem como tema a Guiné Equatorial. Os primeiros versos do samba fazem referência ao enredo da escola ser narrado por um griô, indivíduo sábio que tem por vocação preservar e transmitir as histórias, conhecimentos, canções e mitos do seu povo. No samba, quem ouve as histórias do griô é o menino beija-flor ("Vem na batida do tambor / Voltar na memória de um griô / Fala cansada, mão calejadas / Ouça menino Beija-Flor"). A seguir, o samba cita as árvores características da Guiné, estampadas na bandeira do país ("Ceiba, árvore da vida / Raízes na verde imensidão"). A tradição dos povos ancestrais é abordada no verso seguinte ("Na crença de tribos antigas / Força incorporada nesse chão"). Em busca de uma nova rota para a Índia, navegadores portugueses descobriram o Golfo da Guiné, explorando o local ("O invasor singrou o mar / Partiu em busca de riquezas / E encontrou nesse lugar / 'novas índias', outras realezas"). Com o Tratado de El Pardo (1778), Portugal cedeu o domínio da Guiné para a Espanha ("Destino trocado, tratado se faz / Marejam os olhos dos ancestrais"). O refrão central do samba faz referência à escravidão e ao transporte de africanos escravizados pelo mar em navios negreiros ("Negro canta, negro clama, liberdade! / Sinfonia das marés, saudade / Um africano rei que não perdeu a fé / Era meu irmão, filho da Guiné"). A segunda parte do samba continua mencionando a escravidão e cita o primeiro nome da Ilha de Bioco, que ao ser descoberta foi chamada de Formosa ("Formosa, divina ilha testemunha dos grilhões / Eu vi a escravidão erguer nações"). O samba também cita o balelé, dança típica da Guiné ("Na ginga do balelé, cores no ar") e lembra, de forma poética, que no mar, onde navios transportaram escravos, foram descobertos poços de petróleo ("O mar que trouxe a dor riqueza aflora"). Antes do refrão principal, o samba indica que a Guiné Equatorial passa a fazer parte da "família Beija-Flor" ("Tem uma família agora / Quem beija essa flor não chora"). O refrão principal do samba exalta a vocação da Beija-Flor para realizar desfiles sobre a cultura africana ("Sou negro na raça, no sangue e na cor / Um guerreiro Beija-Flor / Oh Minha deusa soberana! / Resgata sua alma africana").
- 8. "Agora Chegou a Vez Vou Cantar: Mulher de Mangueira, Mulher Brasileira em Primeiro Lugar" (Mangueira)

A faixa da Mangueira é a de maior duração do álbum e tem como tema as mulheres brasileiras. Foi a última gravação do intérprete Luizito, que morreria em 2015, durante a disputa de samba para o carnaval de 2016. A faixa abre com Alcione cantando o refrão da música "Mulher Brasileira", de Benito di Paula. Logo depois, o intérprete Luizito dá seu grito de guerra e inicia o samba. A letra da canção está em primeira pessoa. O narrador começa exaltando a comunidade da Mangueira ("Oh, Divina Dama! / Em cada alvorada te agradeço / As maravilhas do meu tempo de criança / E o orgulho que eu sinto deste chão...") e lembra o verde das mangueiras, características do morro, e as histórias contadas por sua avó ("Cercado pelo verde da esperança / Vovó guiava minha imaginação"). O narrador desce o morro e vê mulheres, personificadas como rosas, desfilando na Mangueira ("Descendo o morro entre becos e vielas / Vejo a primavera desabrochar / Um mar de rosas perfumando a Passarela / Deixa a Mangueira passar"). O refrão central do samba faz referência à ala de baianas das escolas de samba, introduzidas em homenagem à Tia Ciata. O refrão começa com uma saudação à Oxum, orixá de cabeça de Tia Ciata ("Ora yê yê... Vem, Menininha! / Entra na roda, quero ver você girar / Ê ê girar... Baiana, gira / A Mãe do Samba dança pro seu Orixá"). Na segunda parte do samba, o narrador continua passeando pelo desfile da Mangueira e descrevendo tudo o que ouve e vê. Ele ouve as pastoras da escola cantando o samba em homenagem às intérpretes femininas do Brasil ("É tão bom ouvir as pastorinhas / Ao som de doces melodias / E as estrelas da nossa canção"). A rainha de bateria saúda outras "rainhas da beleza", em referência às modelos brasileiras ("Linda... Na beleza tem poesia / A Rainha veste a magia / Das flores em nossa Estação"). O narrador se encanta com a porta-bandeira bailando pela passarela ("Brilha a porta-estandarte / Revelando toda arte / Num bailar que não tem fim") e logo em seguida avista Dona Neuma e Dona Zica desfilando e sendo aplaudidas pela multidão ("Desperta, amor! / Pra ver a Neuma na Avenida / O povo aplaude Dona Zica / Sagrado Verde e Rosa nessa história"). Ao final do desfile, o narrador reconhece a garra das mulheres ("Glória a essas divas tão guerreiras / A nossa Maria não é brincadeira / É raça, é fibra, é jequitibá!"). O refrão central do samba exalta a Estação Primeira de Mangueira e as mulheres brasileiras, fazendo referência à música "Mulher Brasileira", de Benito di Paula ("Eu vou cantar a vida inteira / Pra sempre Mangueira, tem que respeitar! / Eu vou cantar a vida inteira / Mulher brasileira em primeiro lugar").
- 9. "Se o Mundo Fosse Acabar, Me Diz o que Você Faria se só lhe Restasse Um Dia?" (Mocidade)

A faixa da Mocidade tem como tema o fim do mundo. Na introdução da faixa, o grito de guerra do intérprete Bruno Ribas é fragmentado e intercalado com os versos do refrão principal, cantados pelo próprio. A letra do samba começa com o narrador perguntando o que o ouvinte faria se só tivesse mais um dia de vida ("Você, o que faria / Se o mundo fosse acabar / E só lhe restasse este dia para viver?"). A seguir, o narrador descreve um cenário apocalíptico ("Ver tudo ruir, a terra tremer! / O chão se abrindo aos seus pés") e lembra das inúmeras profecias sobre o fim do mundo ("A profecia vai acontecer!"). O narrador então aconselha o ouvinte a aproveitar seus momentos finais ("Vem... É o juízo final / Viva... O amanhã não vem mais / Solte... Toda alegria! / Libere a sua fantasia!"). No refrão central da obra, o narrador conta que está aproveitando cada segundo dos minutos finais ("É de enlouquecer, amor... / É contagem regressiva / Eu já tô louco, sou Vintém, sou Padre Miguel! / Cada segundo vou curtindo a vida!"). Na segunda parte do samba, o narrador avisa que "não há mais tempo a perder" e novamente questiona o que o ouvinte vai fazer, oferecendo diversas opções como cantar, brincar, voar, rezar, andar pelado ou amar "sem restrições". A seguir, o narrador convida o ouvinte a "cair na folia" com a Mocidade ("Na batida do tambor... / Roda baiana... Cai nesta folia! / De verde e branco com a bateria!"). O refrão principal da obra segue convidando o ouvinte a "se jogar" no carnaval da Mocidade ("Invade...se joga...na felicidade / Fazendo a vontade do seu coração / Hoje é dia... vem se acabar / Deixa a Mocidade te levar!").
- 10. "O Maestro Brasileiro Está na Terra de Noel... A Partitura É Azul e Branca da Nossa Vila Isabel" (Vila Isabel)

A faixa da Vila Isabel é interpretada por Gilsinho. O samba homenageia o maestro brasileiro Isaac Karabtchevsky. A letra da obra começa celebrando o encontro entre a escola e o homenageado, fazendo alusão à símbolos dos dois universos ("O envolvimento suave da batuta com a poesia do povo de Noel / Em sintonia o maestro e seus movimentos e o samba de Vila Isabel / Tá na sua regência a doce magia e a inspiração / Pra gente tocar feliz, o clássico na mais pura raiz"). A seguir, o samba faz referência às famílias de instrumentos utilizados em óperas ("Mais cordas, metais a valorizar as notas musicais / Traz o sopro de paz"). A melodia do verso também remete aos acordes iniciais de Il Guarany, ópera de Carlos Gomes, que é referenciada no verso seguinte ("Eu quero curtir o Guarani / Na arte retratos da vida, o amor de Ceci e Peri / Viver é amar e sonhar"). Além de Il Guarany, o samba também faz referência à outras obras dirigidas por Isaac, como as composições de Heitor Villa-Lobos ("Ao som do menino Brasil, o canto do uirapuru / Villa Lobos a emocionar"). O primeiro refrão do samba foi incluído dias antes da gravação da faixa para atender às passagens do enredo que tratam das obras "O Trenzinho do Caipira", de Villa-Lobos; O Navio Fantasma, de Richard Wagner; e "As Quatro Estações", de Antonio Vivaldi ("Lá vem o trem, o trem caipira / Cruzando a floresta, trazendo emoções / Lá vai embarcação por águas sombrias / E o puro encanto das quatro estações). A segunda parte do samba começa misturando elementos da escola de samba, como a bateria da Vila, denominada Swingueira de Noel, e trabalhos dirigidos por Isaac, como o ballet O Lago dos Cisnes e a Orquestra Sinfônica Brasileira ("Seguem no compasso a Swingueira / Orquestra Brasileira, o balé / Bailam passistas, porta-bandeira e a bailarina na ponta do pé"). O verso seguinte faz alusão à ópera, uma composição dramática encenada com música e canto ("Solto então a voz na canção / Que emociona a todos nós"). Antes do refrão principal, o samba apresenta um "pré-refrão", com dois versos bisados. "Dignidade volta pro ninho" faz alusão à reconstrução da escola após a crise que quase resultou no seu rebaixamento em 2014. "Isaac e Martinho dão o tom" simboliza o encontro do erudito, na figura do maestro homenageado, com o popular, representado pelo compositor Martinho da Vila. A reconstrução da Vila e a mistura de erudito e popular também inspiraram o refrão principal ("No ar a mais bela sinfonia / É de arrepiar / Comunidade unida a cantar / Renasce num sonho lindo / A Vila de novo sorrindo / E a música vem brindar").
- 11. "A Incrível História do Homem que Só Tinha Medo da Matinta Perera, da Tocandira e da Onça Pé de Boi" (São Clemente)

A faixa da São Clemente é interpretada por Igor Sorriso. A letra do samba começa convidando o homenageado, Fernando Pamplona, para o carnaval ("Chega mais... / Mas vem sem medo, hoje é Carnaval / Artista brasileiro genial"). A seguir, o samba cita a Matinta Perera, o bicho brabo Gogó de Sola e a Onça Pé de Boi, personagens do folclore do Acre, onde Pamplona passou a infância, e citados no título da canção ("E nem Matinta Perera hoje vai lhe calar / Vem bicho brabo e onça sambar"). O samba novamente convida o homenageado para o carnaval, dessa vez, citando o nome dele ("Clementiano é fiel, não abandona / Vem pra folia Fernando Pamplona"). Os versos seguintes brincam com a transferência de Pamplona de Rio Branco, no Acre, para o Rio de Janeiro, representado pela Avenida Rio Branco, onde aconteciam os desfiles das escolas de samba ("De Rio Branco à Rio Branco aprendeu / Se encantou com esta festa popular"). Pamplona foi julgador do desfile das escolas de 1959. O início do desfile atrasou e o Salgueiro, que seria o quinto a desfilar, pediu para ser o primeiro. O desfile do Salgueiro encantou Pamplona, que foi chamado para ser carnavalesco da escola ("E quando foi julgador, o desfile atrasou / Seu coração salgueirou"). O refrão central do samba faz referência aos carnavais de Pamplona no Salgueiro como "Quilombo dos Palmares", de 1960 e "Xica da Silva", de 1963 ("Zumbi é Zumbi, Chica da Silva mandou... ôôôô"). A passagem do carnavalesco pela escola ficou marcada pelos desfiles de temática afro-brasileira, numa época em que apenas os brancos eram exaltados pelas agremiações ("Exaltando o negro pro mundo inteiro cantar"). O refrão central termina citando o samba salgueirense de 1971, "Festa Para Um Rei Negro" ("Pega no ganzê, pega no ganzá"). A segunda parte do samba começa lembrando que Pamplona venceu diversos carnavais, mudando o cenário da festa, no que ficou conhecido como "revolução salgueirense" ("Idealista, grande vencedor / Fez o desfile ganhar outra dimensão"). Apesar de fazer sucesso com o público, alguns críticos diziam que Pamplona, por ter origem acadêmica, não deveria interferir numa festa popular ("Choveram críticas ao professor / Junto aos confetes e a alegria do povão"). Pamplona formou diversos carnavalescos, sendo conhecido como "o pai de todos" ("Hoje, sua herança desfila aqui"). Ele dizia que quando morresse, gostaria de ver plantado um girassol em sua homenagem ("Lindo girassol começa a se abrir"). O samba finaliza com dois refrãos seguidos. O primeiro deles, usa da poesia para fazer alusão à morte do carnavalesco ("É o mestre... / Que segue o astro rei lá no infinito / O céu ficou ainda mais bonito / Todos querem lhe aplaudir"). O refrão principal da obra oferece a homenagem "ao gênio maior da avenida" e cita a zona sul do Rio de Janeiro, região onde está sediada a São Clemente ("Canta Zona Sul, feliz da vida").
- 12. "Nas Veias do Brasil, É a Viradouro em Um Dia de Graça" (Viradouro)

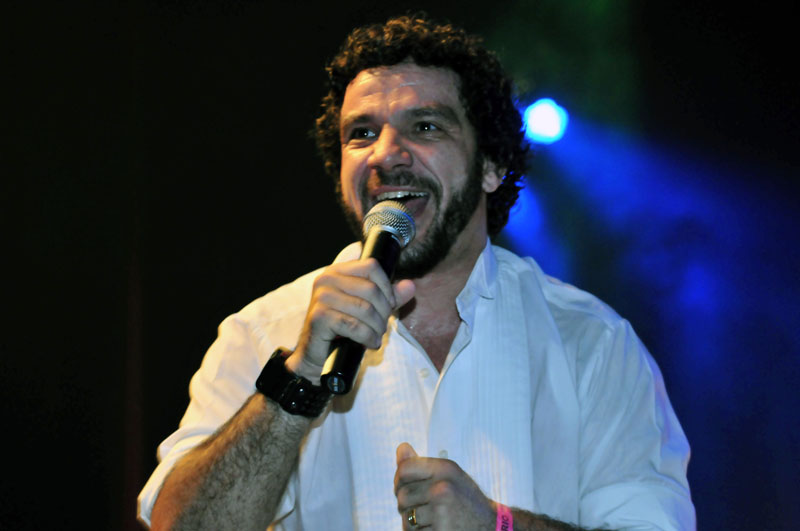
Zé Paulo Sierra é o intérprete do samba da Viradouro.

A última faixa, da Viradouro, é a menor do álbum e a única com menos de cinco minutos de duração. A obra é interpretada por Zé Paulo Sierra e tem como tema a trajetória dos negros no Brasil. O samba começa com a letra da canção "Nas Veias do Brasil", de Luiz Carlos da Vila. Os primeiros versos da obra lembram da chegada dos escravos por meio de navios negreiros e de suas tradições e costumes que se perpetuaram no Brasil ("Os negros trazidos lá do além-mar / Vieram para espalhar suas coisas transcendentais"). A seguir o samba aborda a luta de negros e indígenas pela liberdade ("Respeito ao céu, à terra e ao mar / Ao índio veio juntar / O amor à liberdade"). O refrão central do samba-enredo cita o baobá, árvores antigas cultuadas como sagradas em partes da África ("A força de um baobá / Tanta luz no pensar / Veio de lá, a criatividade"). A segunda parte do samba começa com uma estrofe da canção "Por Um Dia De Graça", também de Luiz Carlos da Vila. O trecho faz referência à conquista da abolição da escravidão ("Em cada palma de mão, cada palmo de chão / Semente de felicidade / O fim de toda a opressão / O cantar com emoção / Raiou a liberdade"). A seguir, o samba volta a utilizar a letra da música "Nas Veias do Brasil". O samba cita Preto-velho, entidade da Umbanda associada aos ancestrais africanos, e as mulheres negras que atuavam como amas de leite de filhos de mulheres brancas ("Tantos o Preto Velho já curou / E a mãe preta amamentou / Tem alma negra o povo"). A contribuição de afro-brasileiros em diversas vertentes da sociedade, como música e carnaval, é lembrada no trecho seguinte ("Os sonhos tirados do fogão / A magia da canção / O Carnaval é fogo"). O refrão seguinte pede que "é preciso a atitude de assumir a negritude pra ser muito mais Brasil".

## Crítica profissional
| Críticas profissionais | Críticas profissionais |
| Avaliações da crítica  | Avaliações da crítica  |
| Fonte                  | Avaliação              |
| ---------------------- | ---------------------- |
| O Globo                | Bom                    |
| Extra                  | Favorável              |
| Heloisa Tolipan        | Favorável              |
| Portal Terra           | Favorável              |
| Cult Magazine          | Favorável              |
| Sambario               | Favorável              |

Aydano André Motta, do jornal O Globo, elogiou o álbum. O jornalista destacou os sambas de Viradouro ("uma das melhores obras do ano"), Beija-Flor ("um samba com a cara da mítica comunidade de Nilópolis") e Mangueira ("um samba delicioso, com refrão levemente gospel"). Segundo Aydano, a Portela "ostenta um hino de qualidade" e "com um pouco menos de lugares-comuns, ficaria perfeito"; a Imperatriz fugiu dos lugares-comuns com um samba de "estilo denso"; a União da Ilha tem um samba "correto"; a Vila Isabel "optou pela segurança sem ousadias"; a Grande Rio apresenta um "samba animado e leve"; o samba da Unidos da Tijuca tem um "bom refrão" que "garantirá a empolgação da impecável comunidade do Borel"; e a Mocidade apresenta "uma salada sortida em temperos, como convém ao maior de todos os espetáculos". Ainda segundo o jornalista, Fernando Pamplona aprovaria o samba da São Clemente, em sua homenagem, e "abençoaria o Salgueiro do seu coração e o refrão forte que prepara a mesa".
Para Leonardo Bruno, do jornal Extra, o álbum apresenta "ótimos sambas, numa safra acima da média". O jornalista avaliou que a Viradouro tem a obra mais interessante do disco, enquanto Portela e Imperatriz apresentam "duas das melhores obras do próximo carnaval"; a Beija-Flor tem "um belo samba, com a cara da escola — denso, forte, melódico"; e a Mangueira completa a lista das cinco melhores faixas do álbum "com um ótimo samba-enredo sobre as mulheres, o que mais se destacou na festa de lançamento". Segundo Leonardo, União da Ilha, Grande Rio e São Clemente "não trazem belos sambas, mas vêm com composições que podem render desfiles divertidos"; a Vila Isabel "apresenta uma boa música, mas num estilo mais clássico"; Unidos da Tijuca, Mocidade e Salgueiro "estão com sambas num nível abaixo das demais".
Em sua crítica para o site Heloisa Tolipan, o jornalista Pedro Willmersdorf destacou as obras de Beija-Flor ("versos repletos de lirismo que permeiam a delicada obra escolhida pela escola") e da Imperatriz ("melodia primorosa aliada a uma letra redonda, que dá conta da ideia de mostrar uma África solar"). Para Pedro, o samba da Viradouro tem "melodias suaves e andamento mais cadenciado, resultado que remete a outros tempos de folia. A letra, ainda que sem grandes arroubos de lirismo, cumpre bem a missão de transmitir a negritude do tema"; a Mangueira tem "um dos melhores sambas dos últimos tempos da escola [...] com uma bela melodia e uma letra que fala ao coração do mangueirense"; a Mocidade "optou por um samba de letra simples, frases soltas e melodia leve"; a Vila Isabel apresenta um "samba com 's' maiúsculo, com aquele que talvez seja o refrão mais intenso deste carnaval"; a obra do Salgueiro "peca pela pobreza melódica, ainda mal auxiliada por uma letra repleta de clichês"; a Grande Rio tem "um dos sambas mais divertidos do ano"; a obra da São Clemente tem "emoção e lirismo na medida"; o samba da Portela, "ainda que repetindo certas fórmulas que a escola de Madureira vem apresentando recentemente (frases curtas e cadência de samba de roda), cumpre de forma louvável a missão de contar o enredo"; o samba da União da Ilha "tem a seu favor dois trunfos: a letra extremamente sagaz e debochada e, claro, Ito Melodia, melhor intérprete em atividade no carnaval"; a obra da Unidos da Tijuca "cumpre de forma eficiente a missão de contar o enredo" apesar da "pasmaceira melódica".
Marcus Vinicius Pinto, do Portal Terra, elogiou os sambas da Portela ("Os refrãos são ótimos e o samba, se pegar, vai levantar a avenida"); do Salgueiro ("A gravação mostra um samba dos mais bacanas deste ano, leve, solto e sem as firulas de Quinho"); da União da Ilha ("O samba mantém a cadência dos dois últimos carnavais, sem pretensão de ser clássico, mas disposto a levar a escola longe"); e da Viradouro ("Chega a ser covardia uma letra de Luiz Carlos da Vila. Duas então, nem se fala"). Foram elogiadas as gravações dos intérpretes Ito Melodia, da Ilha, e Tinga, da Unidos da Tijuca. Para Marcus, o samba da Vila "é agradável"; o da Beija-Flor "é dos melhores deste ano"; o da Grande Rio é "cheio de clichês, como não poderia ser diferente"; o da Mocidade "é destes que te arrancam um sorriso quando você para e presta atenção na letra"; e a obra da Mangueira "mantém o nível dos bons sambas dos últimos anos" da escola. Foram criticados os sambas da Imperatriz ("O máximo que se permite é uma brincadeira no segundo refrão. O resto do samba é pra baixo, por vezes triste") e da São Clemente ("o samba é dos mais fraquinhos").
A Cult Magazine elogiou o álbum, fazendo uma ressalva sobre o andamento acelerado das baterias. A obra da Viradouro foi apontada como a melhor do ano ("Um samba que já nasce antológico"). Também foram elogiados os sambas da Portela ("a obra pega o ouvinte de primeira e teve uma gravação primorosa dos intérpretes Wantuir e Wander Pires. O refrão principal é um dos mais empolgantes do ano"); da Imperatriz ("Letra forte e com bastante poesia fazem do samba um apelo que comove não só quem desfila, mas também quem assiste"); e da Beija-Flor ("melodia muito boa e versos inspirados"). Na faixa da Unidos da Tijuca foram elogiados os desempenhos do intérprete Tinga e da bateria Pura Cadência; o Salgueiro "derrapou no quesito", mas "Serginho do Porto e Leonardo Bessa tiveram um bom desempenho"; a União da Ilha "apostou na fórmula de um samba com dois refrões fáceis" de "letra simples, mas totalmente descritiva quanto ao enredo"; o samba da Grande Rio é "malandreado e cheio de ginga" com "uma letra que cai muito bem a um enredo complexo"; a Mangueira apresenta "um bom samba, com versos diretos e melodia valente"; a Mocidade "apostou em uma obra de fácil assimilação e bastante apelo popular"; a Vila Isabel tem um samba "bonito" e com "letra inspirada"; a obra da São Clemente mistura a "categoria poética que o homenageado sempre cobrava, com a leveza e identidade popular que são marcas da escola".
Marco Maciel, do site especializado Sambario, destacou os sambas de Imperatriz, Portela, Beija-Flor e Viradouro. A faixa da Imperatriz recebeu nota 9,9: "o falso refrão do meio é de longe o melhor momento do samba-enredo e o maior requinte de criatividade do ano no grupo". O samba da Portela ganhou nota 9,8: "Uma obra de melodia leve, redonda e maravilhosa de cantar, além de muitos momentos de explosão. A não ser por alguns clichês na letra"). A obra da Beija-Flor também teve 9,8: "o andamento da gravação da faixa é perfeito, com a primeira passada sem as caixas impulsionando uma interpretação de gala do velho Neguinho, aproveitando a cadência impressa". O samba da Mangueira recebeu nota 9,6: "A primeira parte apresenta mais pegada, mas com requinte de lirismo, funcionando muito bem como transição para o excelente refrão do meio, de irresistível balanço". A Vila Isabel também recebeu 9,6: "A segunda parte retoma o bom nível da primeira, com o bis que faz menção a Isaac e Martinho servindo muito bem como transição para o belo refrão principal". O faixa da Unidos da Tijuca ganhou nota 9,2: "abre o CD com um samba correto e agradável de ouvir". A  Grande Rio também teve nota 9,2: "Ousado, com um refrão principal de melodia diferenciada". A obra da São Clemente também ganhou 9,2: "o banho de estúdio, mais a grandiosa atuação de Igor Sorriso, fez a obra crescer de maneira gigantesca". A faixa da União da Ilha recebeu nota 9,1: "um samba-enredo que possui alguns bons momentos, porém soa muito cansativo". A canção do Salgueiro recebeu nota 9: "A primeira parte é correta, apesar do excesso de notas longas em alguns trechos. Na segunda, peca em poesia por alguns momentos, mas os quatro últimos versos fecham a obra muito bem". O samba da Mocidade recebeu a menor avaliação, nota 8,7: "a poesia do samba-enredo apresenta inúmeras carências técnicas, além da melodia genérica em muitos momentos". A faixa da Viradouro não recebeu nota, mas foi muito elogiada: "a faixa ficou esplêndida, sem as caixas na primeira parte e com as paradinhas na segunda, mais um agogô no final que nos remete a discos mais antigos".

## Desempenho comercial

### Certificações e vendas
Sambas de Enredo 2015 foi o nono álbum mais vendido no ano de 2014 no Brasil segundo a Associação Brasileira dos Produtores de Discos (ABPD). Com apenas uma semana de presença no mercado, o álbum vendeu mais de oitenta mil cópias, sendo certificado com disco de platina.
| País   | Empresa         | Certificação | Vendas  |
| ------ | --------------- | ------------ | ------- |
| Brasil | Universal Music | Platina      | +80.000 |

## Os sambas no carnaval

### Premiações
Os sambas de Imperatriz e Portela foram os mais premiados do carnaval 2015. Abaixo, os prêmios recebidos por cada samba:
| - "Axé, Nkenda! Um Ritual de Liberdade - E que a Voz da Liberdade Seja Sempre a Nossa Voz" (Imperatriz) 1. Estandarte de Ouro 2. Gato de Prata 3. S@mba-Net - "ImagináRIO, 450 Janeiros de Uma Cidade Surreal" (Portela) 1. Plumas & Paetês Cultural 2. Prêmio SRzd 3. Tamborim de Ouro | - "Um Griô Conta a História: Um Olhar Sobre a África e o Despontar da Guiné Equatorial. Caminhemos Sobre a Trilha de Nossa Felicidade" (Beija-Flor) 1. Estrela do Carnaval 2. Troféu Tupi Carnaval Total |

## Créditos
| Ao processo de elaboração do álbum se atribui os seguintes créditos: - Produtor fonográfico: Editora Musical Escola de Samba LTDA. (Edimusa) - Direção artística: Zacarias Siqueira de Oliveira - Produção: Laíla e Mário Jorge Bruno - Assessoria de produção: Gleide Mota Trancoso - Gravado por: Luiz Carlos T. Reis (Ao vivo na Cidade do Samba, Rio de Janeiro, RJ) - Unidade móvel: Spectacle - Responsável técnico: Dominique Chalhoub - Monitoração: Bend New Media - Técnico de monitor: Fabiano Marques e Alessandro - Assistentes técnicos de gravação na Cidade do Samba: José Sartori (Magro), Douglas Silvino (Garrafinha), Henri Adnot - Efeitos no estúdio: José Sartori (Magro) - Gravações adicionais no estúdio: Mario Jorge Bruno - Assistentes técnicos de gravação no estúdio: Leonardo Carvalho e Raphael Dieguez - Mixado por: Luiz Carlos T. Reis - Masterizado por: Vanius Marques - Assistentes de mixagem: Pedro Alexandre e Leonardo Carvalho | - Coordenação de estúdio: Eusa Alves - Edição digital: Daniel Alcoforado - Projeto gráfico: Jefferson Coutinho (Lêka), Alberto Vilar e Leandro Arraes (LA Studio) - Revisão: Luiz Augusto (Revertexo) - Arte da capa: Fabio Oliveira - Fotos da capa e da contracapa: Henrique Matos - Arregimentação das escolas de samba: Zacarias Siqueira de Oliveira - Arregimentação, harmonia e percussão: Flávia Barbosa - Arranjo / regência: Alceu Maia (faixas 2, 3, 4, 5, 8, 11) e Jorge Cardoso (faixas 1, 6, 7, 9, 10, 12) - Coro: Comunidades de todas as escolas Base - Cavaquinho: Rafael Prates e Alceu Maia - Violão de sete cordas: Carlinhos 7 Cordas e Luís Filipe de Lima - Complementos de harmonia: Marcelo Nami (cavacolão, cavaquinho, violão de aço, violão de 12 cordas, violão, viola, viola caipira, viola de 10 cordas); Alceu Maia (Ukulelê); Rodrigo Nascimento (Banjo); Nélio Junior (teclado); Luís Filipe de Lima e Carlinhos 7 Cordas (violão de 7 cordas); Marcos Esguleba (pandeiro, tentã, ganzá); Alex Almeida (conga, caxixi); Binho Percussão (complementos de percussão) |